# Eutolmus brevistylus
Eutolmus brevistylus là một loài ruồi trong họ Asilidae. Eutolmus brevistylus được Coquillett miêu tả năm 1898.